# HC TuRa Bergkamen
Der Handballclub e. V. im Turn- und Rasensportverein Bergkamen (kurz HC TuRa Bergkamen) ist der erfolgreichste Handballverein der Stadt Bergkamen im Ruhrgebiet. Derzeit spielt die erste Herrenmannschaft in der Oberliga Westfalen, die zweite Mannschaft in der Landesliga Hellweg und die dritte Seniorenmannschaft spielt in der 1. Kreisliga Hellweg. Die Damenmannschaft spielt in der Oberliga. Derzeit nehmen zwölf Jugendmannschaften am Spielbetrieb teil.

## Geschichte
Der Handballverein HC TuRa Bergkamen hat eine 60 Jahre alte Tradition. Lange betrieben seine Mannschaften erfolgreichen Feldhandball. 1975 stieg die Herrenmannschaft in die Hallenhandball-Regionalliga, die damals zweithöchste Spielklasse Deutschlands, auf. Der größte sportliche Erfolg war der Aufstieg in die höchste deutsche Spielklasse im Jahr 1983. In ebendiesem Jahr verpflichtete man für das Traineramt keinen Geringeren als Vlado Stenzel, der kurz zuvor mit Deutschland den Weltmeistertitel geholt hatte. Dadurch angelockt spielten einige in- und ausländische Nationalspieler für die „Rot-Weißen“. Allerdings begann Mitte der 1980er Jahre der Abstieg, der im Jahr 1989 in der Bezirksklasse sein Ende fand. In der Saison 1996/97 klopfte der Verein wieder am deutschen Handballoberhaus an, verfehlte jedoch die Qualifikation für die 2. Bundesliga nur um 3 Punkte. Ein weiterer Einbruch folgte, und die erste Mannschaft musste den bitteren Weg in die Verbandsliga antreten. Nach langen Jahren in der 5. Liga schaffte man 2004/05 den Aufstieg in die Oberliga. Mittlerweile ist man in dieser Liga fest etabliert und belegte zuletzt einen Mittelfeldplatz.

## Halle
Ihre Heimspiele tragen alle Mannschaften des Vereins in der Halle am Friedrichsberg aus. Neben dem Spielfeld bietet diese moderne Sporthalle Platz für rund 1200 Zuschauer, einen Kiosk, einen Kraftraum, eine weitere „kleine“ Gymnastikhalle und vieles mehr.

## Bekannte aktuelle und ehemalige Spieler
- Wilfried Weigel (Bundesligatrainer, Spieler)
- Jürgen Weber (ehemaliger Bundesligaspieler – im Kader von Bergkamen in der Saison 2008/2009)
- Gisbert Klinger (Bundesligaspieler in Bergkamen, bei TBV Lemgo und DSC Wanne-Eickel sowie Junioren- und B-Nationalspieler)
- Nikolas Katsigiannis (Bundesligaspieler, u. a. THW Kiel)
- Wolfgang Kubitzki (Nationalspieler)
- Uwe Laaser (Nationalspieler)
- Georg Welzel (Nationalspieler)
- Richard Ratka (Nationalspieler, Bundesligatrainer)